# Коростышевский спиртовой завод
Коростышевский спиртовой завод (укр. Коростишівський спиртовий завод) — предприятие пищевой промышленности в городе Коростышев Коростышевского района Житомирской области.

## История
В 1935 году винокуренный завод являлся крупнейшим предприятием Коростышева (численность работников в это время составляла свыше 250 человек). В 1936 году рабочие завода участвовали в стахановском движении.
Во второй половине 1930х годов производственные мощности завода были увеличены и предприятие было преобразовано в спиртзавод.
После начала Великой Отечественной войны завод остановил работу и в декабре 1943 года был разрушен при отступлении немецких войск, но после окончания боевых действий началось его восстановление.
В августе 1944 года спиртзавод возобновил выпуск продукции.
В целом, в советское время завод входил в число ведущих предприятий города.
После провозглашения независимости Украины завод перешёл в ведение государственного комитета пищевой промышленности Украины.
В марте 1995 года Верховная Рада Украины внесла завод в перечень предприятий, приватизация которых запрещена в связи с их общегосударственным значением.
После создания в июне 1996 года государственного концерна спиртовой и ликёро-водочной промышленности «Укрспирт», завод был передан в ведение концерна «Укрспирт».
В январе 2003 года Кабинет министров Украины разрешил заводу производство высокооктановых компонентов для моторного топлива.
Начавшийся в 2008 году экономический кризис осложнил положение предприятия, в первые месяцы 2008 года завод работал на 1 % мощности, затем более года не работал, но в июле 2010 года он был передан в ведение министерства аграрной политики и продовольствия Украины и в сентябре 2010 года возобновил производственную деятельность.

## Современное состояние
Предприятие производит этиловый спирт для пищевой промышленности и технический спирт.